# Plakkaattolzwam
De plakkaattolzwam (Coltricia confluens) is een paddenstoelensoort uit het geslacht Coltricia.

## Ecologie
De plakkaattolzwam groeit terrestrisch op sterk humeuze, eutrofe bodems met veelal veel strooisel langs jonge loofbossen en loofstruwelen, alsmede langs lanen en heggen. Vaak staat de soort in brede zoomvegetatie.